# Ptox corythus
Ptox corythus is een vlinder uit de familie van de Lycaenidae. De wetenschappelijke naam van de soort is voor het eerst gepubliceerd in 1895 door Lionel de Nicéville.

## verspreiding
De soort komt voor in Indonesië (Java en Sumatra).

## Ondersoorten
- Ptox corythus corythus (de Nicéville, 1895)
- Ptox corythus gaius (Fruhstorfer, 1910)
  - = Cyaniris catreus gaius Fruhstorfer, 1910
  - = Lycaenopsis catreus gaius Fruhstorfer, 1917